# Contactmeetkunde

Een vlakkenveld in dat tevens een contactstructuur is

In de differentiaalmeetkunde, een deelgebied van de wiskunde, is de contactmeetkunde de studie van bepaalde meetkundige structuren op gladde variëteiten, contactstructuren genaamd, die worden gegeven door een hypervlak-verdeling in de raakbundel en die worden gespecificeerd door een eenvorm. Zowel de verdeling in de tangensvorm als de eenvorm voldoen beide aan een 'maximale niet-degeneratie' conditie, die 'volledige niet-integreerbaarheid' wordt genoemd. Van de stelling van Frobenius herkent men deze voorwaarde als het tegengestelde van de voorwaarde dat de verdeling wordt bepaald door een nevendimensie een foliatie op de variëteit ('volledige integreerbaarheid').
Contactmeetkunde is in veel opzichten een onevendimensionale tegenhanger van de symplectische meetkunde, welke laatste tot de evendimensionale wereld behoort. Zowel de contact- als de symplectische meetkunde worden gemotiveerd door het wiskundig formalisme van de klassieke mechanica, waar men werkt met de evendimensionale faseruimte van een mechanisch systeem of met de onevendimensionale uitgebreide faseruimte, waarin ook de grootheid tijd is opgenomen.